# Geochronologická perioda

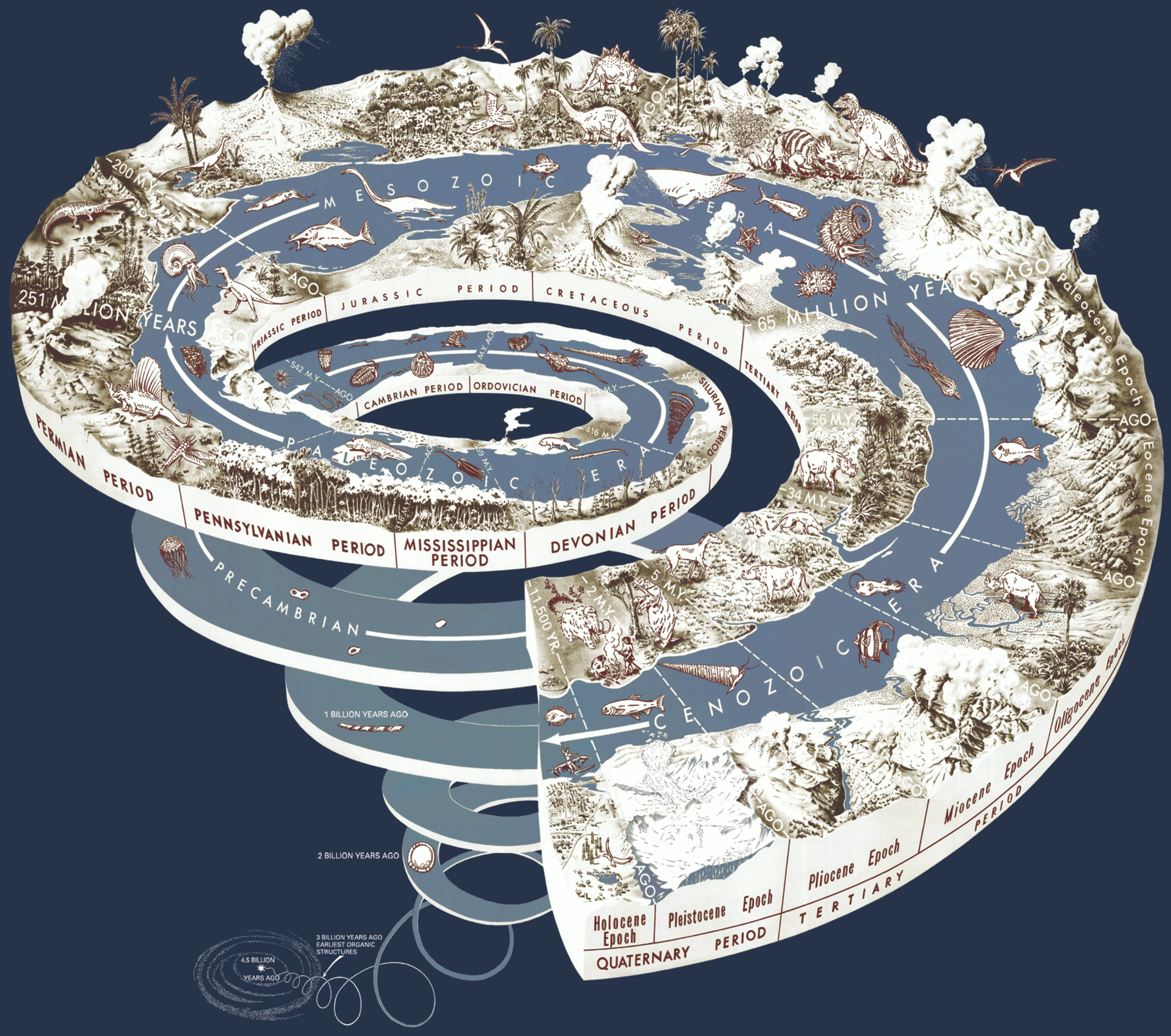
Geochronologická perioda

Geochronologická perioda nebo geologická perioda je nižší časová jednotka geologického času, na kterou se dělí nadřazené geochronologické éry. Geologickým érám jsou pak nadřazeny čtyři eony, na které se dělí celá historie Země.
Ve vědách o Zemi horniny a speciálně série hornin zvané stratum (vrstva) jsou zřetězeny do uspořádaného "horninového sloupce" a vyskytují se v určitém časovém rozpětí. Tyto horniny jsou cílem studia, proto časové jednotky jsou párovány s korespondujícími jednotkami horninových vrstev. Charakteristiky horninových vrstev definují tyto body na jiných místech, které se vyskytli současně, když se lokální horninové vrstvy usazovaly jako sedimenty. Pro párovaný termín horninové vrstvy geologické periody se používá termín geologické stadium na označení odpovídajících horninových vrstev z geologického záznamu i z fosilního záznamu. Proto horniny devonského systému byly uloženy během periody devonu a tyto ekvivalentní jednotky existují na každé úrovni přesnější geologické chronologie a biogeologické nebo stratigrafické klasifikace.
Každá jednotka vrstvy bez ohledu na interrupci záznamu provedeného v lokálním horninovém sloupci se zmapuje do celkového geologického záznamu a podrobně se klasifikuje do chronologických jednotek geologického času založených na celosvětových snahách Mezinárodní komise pro stratigrafii (International Commission on Stratigraphy), která pracuje na korelaci světových lokálních stratigrafických záznamů do jednotného globálního srovnávacího systému od roku 1974. I když paleontologové často referují na stadium fauny a ne na geologické periody, často se používají v populárních prezentacích paleontologie nebo rekonstrukce zemských desek.